# セレス (ギリシャ)
セレス（ギリシャ語:Σέρρες、カサレヴサ:Σέῤῥαι）は、ギリシャのマケドニア地方の町である。海抜70mの肥沃な平原上にあり、24km南西にはストリモナス川が、69km南西にはマケドニア地方の主都であるテッサロニキが位置する。また町の北側と東側はロドピ山脈が連なる。セレスは中央マケドニア地方のセレス県の県都でもある。2001年での人口は56,145人。

## 歴史
セレスの町の歴史は、紀元前5世紀にギリシア人の歴史家ヘロドトスがシリス（Σίρις/Siris）として言及したときに遡る。その少し後の歴史家テオポンポス（en:Theopompus）はシッラ（Σίρρα/Sirra）として触れていたが、ローマ帝国の歴史家リウィウスはシラエ(Sirae)という複数形の形（ラテン語において"-ae"という形は複数形である。）で述べている。その後もシラエという名称は残り続け、5世紀にセレ(セライ)（Σέρραι）となった。セレスの町がブルガリア領となった時には、マケドニア語やセルビア語で、シャル（Сяр）あるいは、セル（Сер）として知られ、1945年までシャル（Сѣръ）という名称で呼ばれた。

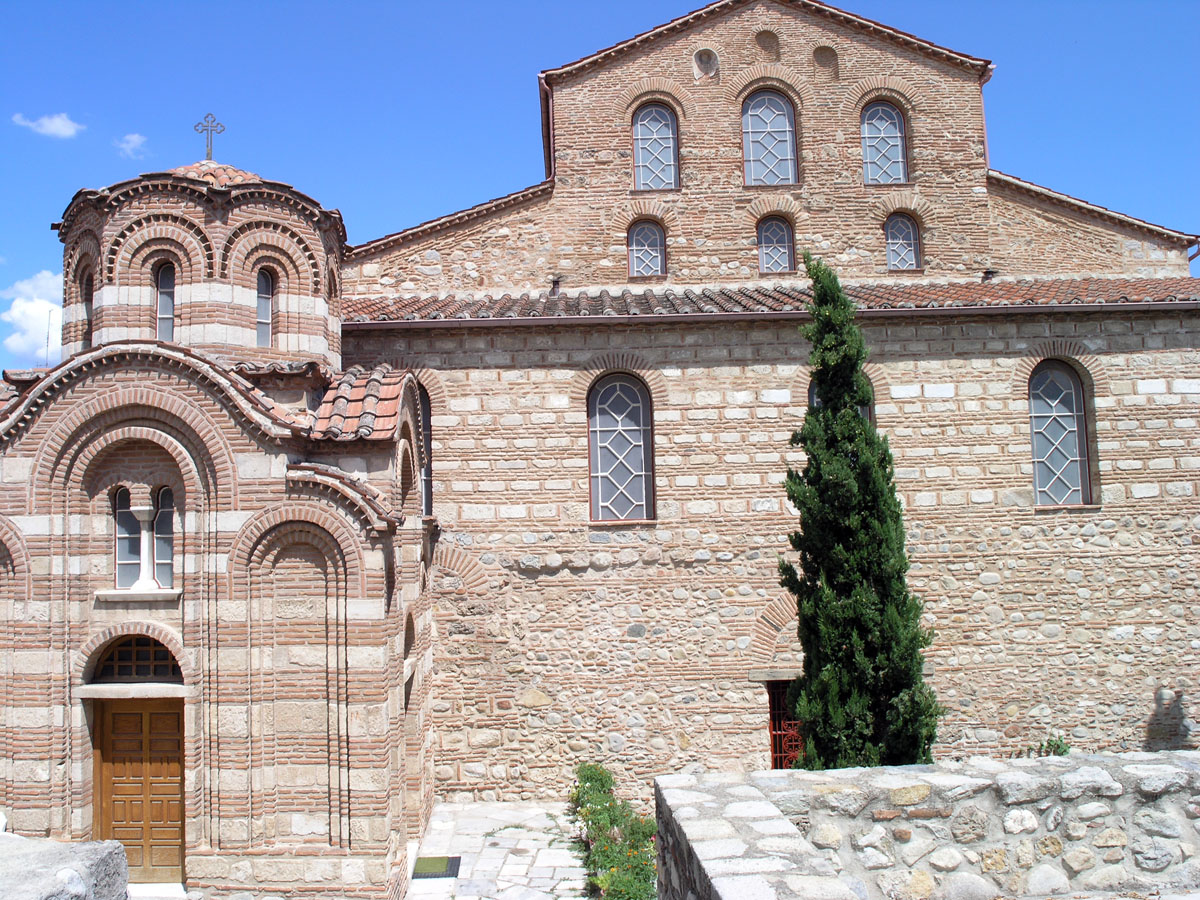
府主教時代の教会

セラエは、東ローマ(ビザンツ)帝国の統治下で、帝国北辺の防衛などの目的で要塞が建設された。10世紀にブルガリア人に町は包囲され、また1196年にはセレスの戦い（en:Battle of Serres）で第二次ブルガリア帝国のイヴァン・アセン1世（en:Ivan Asen I of Bulgaria）が東ローマ帝国を破った。また、その9年後の1205年にはブルガリア皇帝カロヤンがラテン帝国軍を撃退し（en:Battle of Serres (1205)）、セラエの町はブルガリア帝国に併合された。1256年に町はニカイア帝国によって奪回されたが、1345年にセルビア王ステファン・ウロシュ4世ドゥシャンに攻略され、セルビア王国の主都となった。ウロシュ4世はこの東ローマ帝国第3の町であるセラエの陥落に満足し、自ら「セルビア人とローマ人の皇帝」を名乗るに至った。
彼の死後のセルビア王国は混乱状態となり、1356年からは皇后ヘレナがシャル（セラエ）周辺地域を支配した。しかし、1365年にムルナムシェヴィッチ家のヨヴァン・ウグリェシャ（en:Jovan Uglješa）がヘレナを追放すると、シャルに小国家を建国した。1371年のマリツァの戦いでセラエの町は再び東ローマ帝国の統治領となったが、1381年にオスマン帝国に征服された。
20世紀初めにセレスは反オスマン帝国主義者の中心地となり、1903年にイリンデン蜂起（en:Ilinden–Preobrazhenie Uprising）が発生した。その後の1913年の第一次バルカン戦争でブルガリア軍がセレスを攻略したが、第二次バルカン戦争ではギリシャ軍が町を占領した。焦土と化したセレスの町は再建されたが、第一次世界大戦および第二次世界大戦において再びブルガリアが町を攻略し、セレスの町は荒廃した。戦後は、ギリシャ政府主導の計画によって経済は発展するに至った。

## 経済
セレスの町は付近における農業の中心地であり、タバコや穀物、畜産の重要な貿易中心地となっている。また、20世紀末に行われた政府の支援により、製造業も発展し、織物などの生産もさかんである。

## 料理

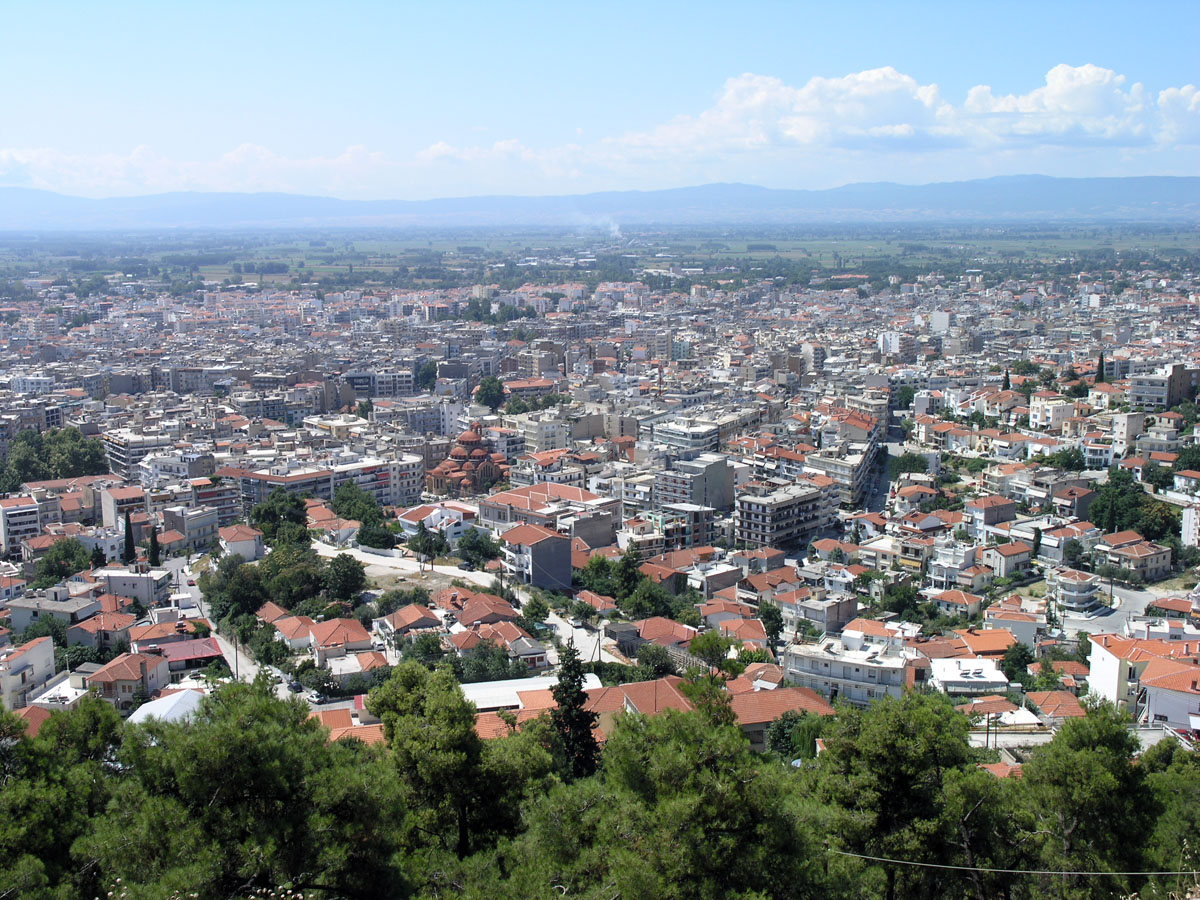
セレス市街

セレスでは、ギロピタやスブラキといったギリシャ料理が、市内のレストランや酒場で楽しめる。また、アカネスというキャンディーもセレスの名産品であり、20世紀初めに駄菓子屋を経営していたアリスティディス・ルンボスという人物によって考案されたものである。

## 人口推移
| 年   | 人口（人） | 増減             |
| ---- | ---------- | ---------------- |
| 1981 | 46,317     | -                |
| 1991 | 49,830     | +3,513 (+7.58%)  |
| 2001 | 56,145     | +6,315 (+12.67%) |

## 著名な出身者
- エンマヌイル・パッパス (1772-1821、ギリシャ独立戦争時の指導者)
- エフスタティオス・タヴラリディス (1980-、サッカー選手)
- ギオルゴス・カプジディス (1972-、台本作家・俳優)
- グリケリア (1953-、歌手)
- アンゲロス・ハリステアス (1980-、サッカー選手)
- ガジ・ヒュスレヴ＝ベク (1480 – 1541、オスマン帝国のベイ)

## スポーツ
- パンセレコスFC

## 姉妹都市
- ブラゴエヴグラト、ブルガリア

## 参考
- "PDF (875 KB) 2001 Census"  National Statistical Service of Greece (ΕΣΥΕ) （ギリシア語）(2007-10-30)
- "Basic Characteristics". Ministry of the Interior （ギリシア語）(2007-08-07)